# バット・ハウス

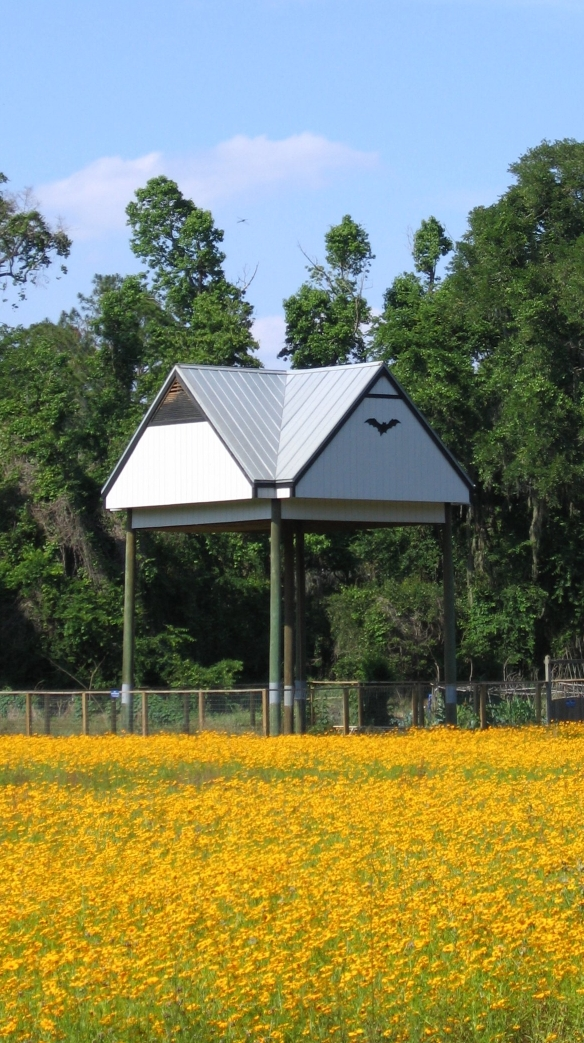
アメリカ・フロリダ州のバットハウス

バット・ハウス（英語：Bat House）とは、コウモリ専用の人為的に作られた住処のことである。バットハウスは、郵便受けのような小さな巣箱から、小屋のように大きなものまでを広く指している。特にコウモリを群れごと保全するためのバットハウスは農家の納屋のような建築物となる。別に、コウモリ専用の小さな巣箱については、バット・ボックス (Bat Box)、コウモリボックスなどともいう。バットボックスは鳥用の巣箱と大きさがあまりかわらないものを指す場合が比較的多い。更に、コウモリを大きな群れごと棲まわせる意図で、コウモリ専用の「人工洞窟」（人工洞）を設置する場合もある。

## 設置

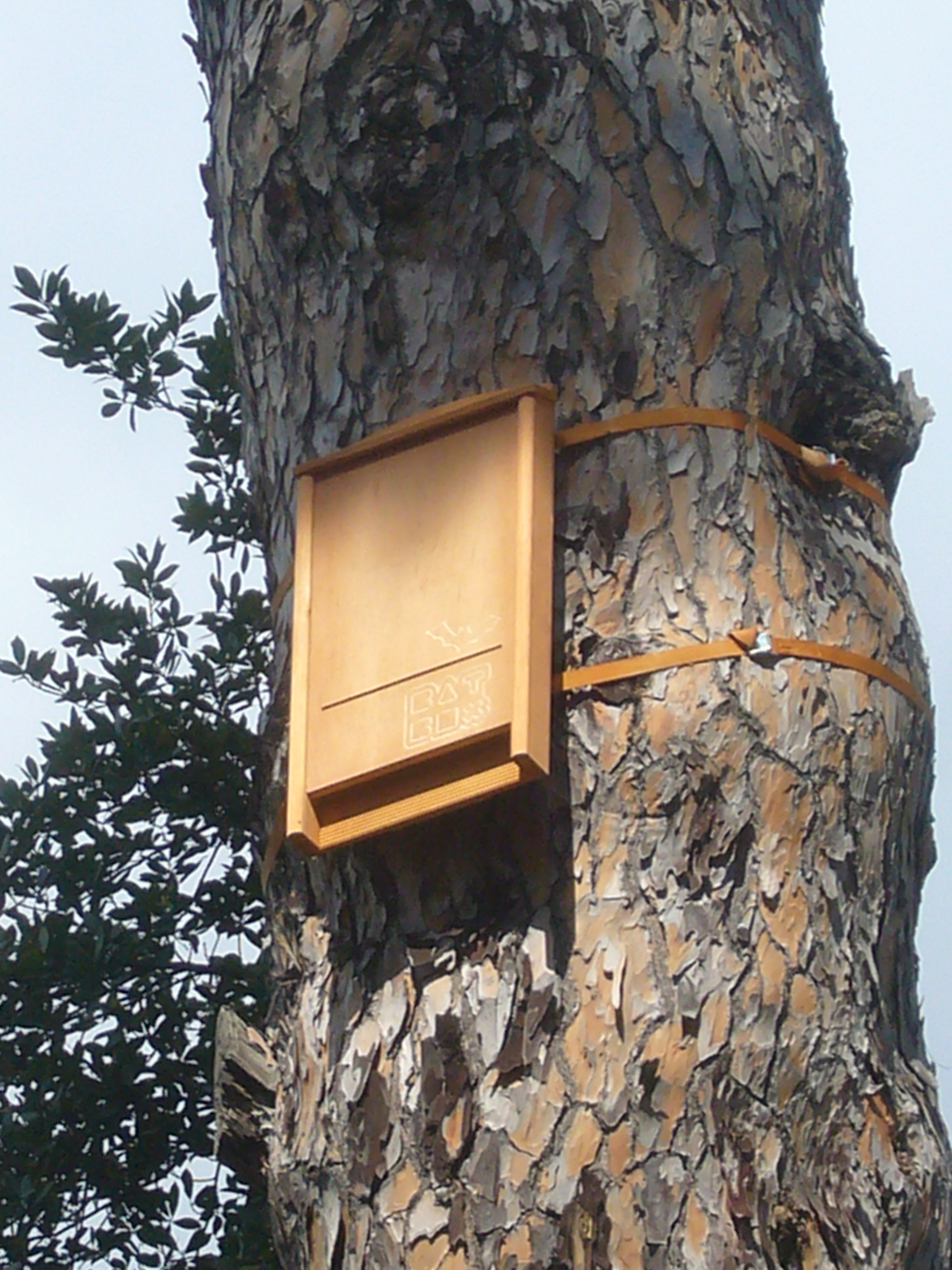
イタリアで販売されたバットボックス

コウモリに大掛かりな巣箱を設置する理由は、地域のある種のコウモリを群れごと保全して、地域でのその種の保護をはかったり、あるいは、コウモリの害虫駆除の効果そのものを保つため、などがある。
欧米ではコウモリに害虫を駆除してもらうめに畑に大型の巣箱を設置することも多くガーデニング用品として販売されている。また、屋根裏へのコウモリの糞害に悩まされている地域ではバット・ハウスを設置することがある。
コウモリのための住処（営巣地）と鳥の巣箱（親子のための繁殖の巣）との違いは、一般に、コウモリの出入り口を底部に設けることや、巣箱のなかでコウモリが天井に逆さまになったり、天井や壁を指（手）や足（脚）でつかまって移動しやすい工夫をすること、及び、コウモリが好む設置環境（住環境）の確保、などがある。また、バットハウスへの外敵防御の工夫も推奨されている。
- カンボジアのアンコール・ワットでもサシオコウモリのために樹木にバットボックスを設置している[5]。
- イタリアでは2010年、生活協同組合（コープ）がフィレンツェ大学の協力の元、木製のバットボックスを27ユーロ程度で販売し、1万個以上が売れた[6]。
- アメリカ合衆国テキサス州オースティンでは、中央メキシコから渡りをするメキシカン・フリーテイル（英語版）が大群で飛来するため、バットハウスが設置されている[7]。
- 日本ではコウモリの保護や観察のためにバットハウスを設置する際に捕獲申請は必要ない。が、たとえ研究のデータ取りであっても、設置以外で一時的または恒久的にコウモリを捕獲する場合には「学術研究による捕獲申請」が必要とされる[1]。

## バット・ハウス
青森県七戸町の天間舘神社（天間館神社・てんまだてじんじゃ）境内にある「蝙蝠小屋」（こうもりごや、神社では「蝙蝠小舎」と称する）が世界最初の人為的なコウモリ繁殖小屋である。1977年に蝙蝠小屋が造られて以降、一時は数万頭、2011年は約1万2千頭のヒナコウモリが春から秋にかけて棲み付き、ヒナコウモリの日本最大の繁殖地として知られる。長年の使用で小屋は老朽化したためコウモリの定着率が落ち、また周辺に悪臭もあるため、2005年、新たな工夫を施して建て替えを行っている。
長野県安曇村の乗鞍高原には、世界でもここだけでしか繁殖が確認されていないクビワコウモリの繁殖地であるが、一部のコウモリは人家を利用して繁殖をしており、生活場所が不安定であるため、長野県乗鞍自然保護センターの隣に、1996年にバットハウスが設置された。このバットハウスは木造2階建て、約50平方メートルの建造物で、コウモリの出入り口がいくつも設置され、内部にはコウモリが留まるためのスリットがいくつも設けられている。
また、ハウスの内側や外壁には、小型のバットボックスをつけ、さまざまなコウモリの好みに対応している。（完成直後の乗鞍高原バットハウスの画像 - 信州のコウモリ（NPO法人東洋蝙蝠研究所の職員web））

Bat House & Bat Box
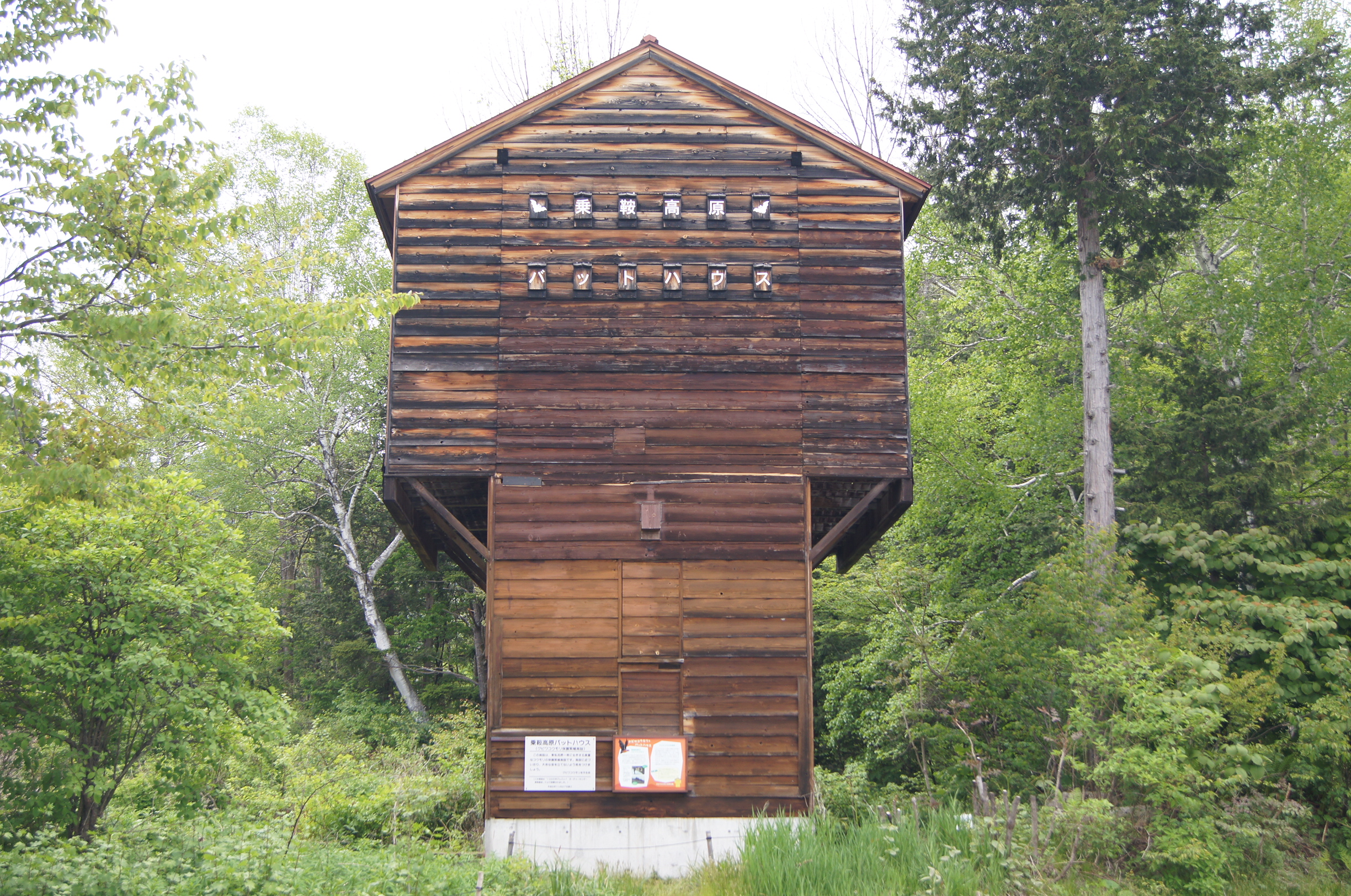
日本のバットハウスの例（乗鞍高原・長野県乗鞍自然保護センター隣）。クビワコウモリの集団繁殖のための2階建ての小屋[9]。
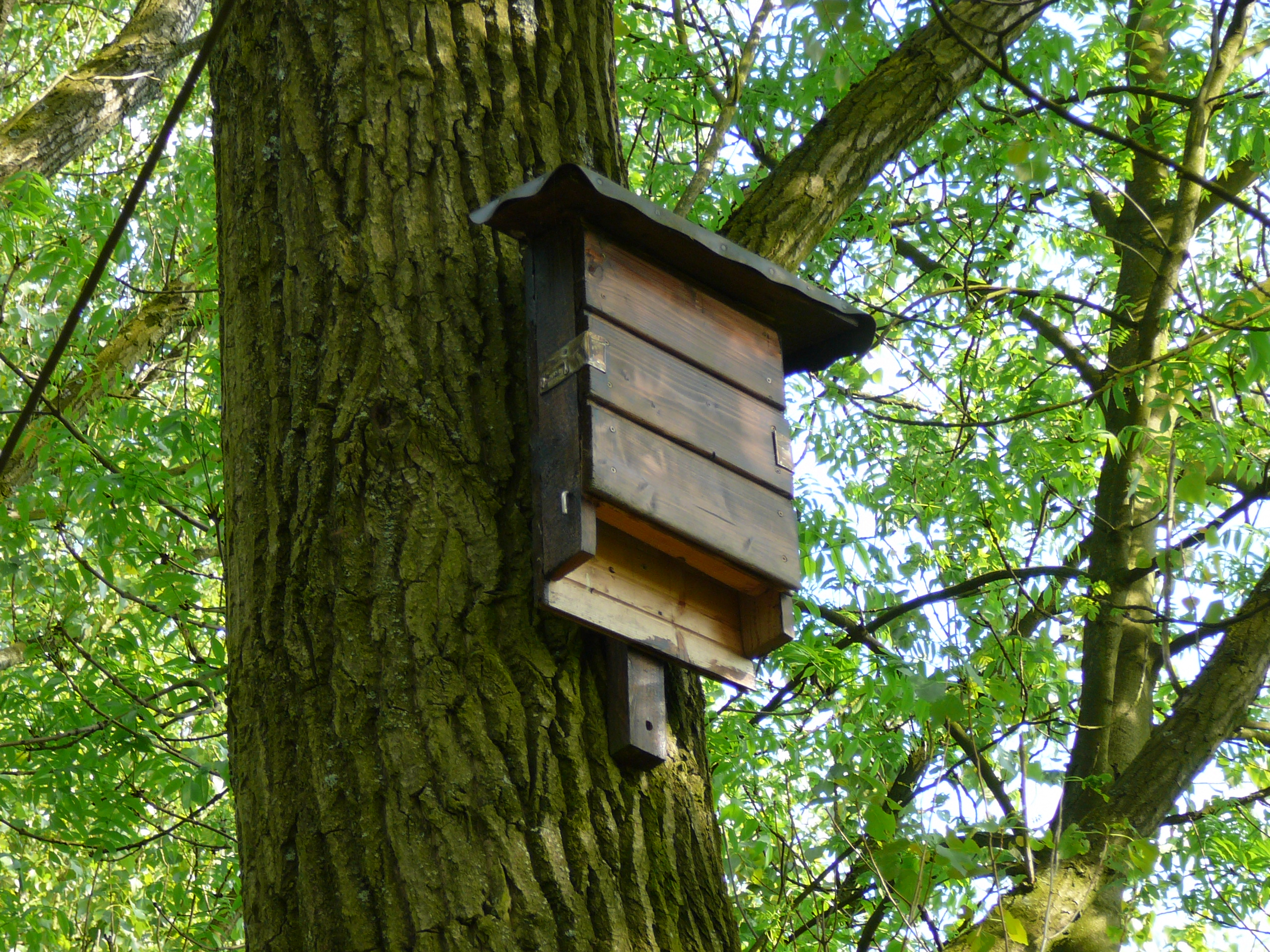
ドイツでのバットボックス。欧州に棲息するヒメヤマコウモリ (Nyctalus leisleri) 保護のため。

## バット・ボックス

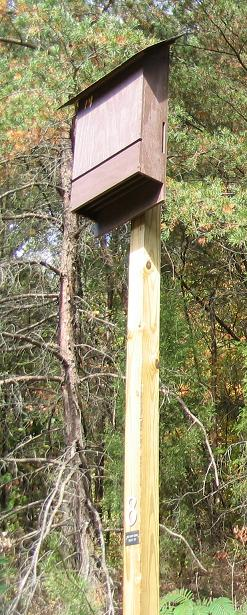
杭で建てたバットボックス

青森県八戸市において、県の重要希少野生生物（Bランク）のヒナコウモリ営巣地であった馬淵川に架かる古い橋（尻内橋）をかけ代えたため、翌年の1999年、ヒナコウモリ営巣地の保全のために、市民団体が、新しい橋の橋脚にバットボックス（営巣用ボックス：出産哺育場所）を設けている。箱は老朽化するため、2010年に国土交通省・青森河川国道事務所の協力で取り換えられた。箱は木製で、中はコウモリの足場となるように金網が貼られている。
なお、バットボックスは手軽に製作できるため、個人が自作している。青森県・尻内橋ではNPO法人（市民団体）が製作した。三重県科学技術振興センター林業研究部によると、製作は厚さ2センチメートルの一枚板を切り分け、完成すると隙間（幅）が2センチメートルの内部空間となるようにしている。奈良教育大学は隙間（幅）が5センチメートルになるように設計している。
市民団体などは、樹穴棲コウモリのために、木片をくりぬいて、狭い空洞（うろ）を設けたバットボックス（人工樹洞型バットボックス）を製作しているものもいる。

## 人工洞窟
洞窟タイプのコウモリ専用の人為的な住処を、人工洞窟、人工洞 という。
2009年、青森県でニホンユビナガコウモリ営巣地の保全のため、白神山地に近い西目屋村に人工洞窟が設置された。津軽ダム建設に伴い、ニホンユビナガコウモリ営巣地「目屋ダム仮排水トンネル」を取り壊すため、別の場所に予算5000万円で、幅と高さ4メートル、長さ50メートルというコンクリート製の人工の空洞を作っている。天井はコウモリがつかまりやすいように凹凸を設けたり、床には湿り気を与えるために沢水を取り入れたりして、コウモリに適した生息環境を作っている。
（参考資料：第8回津軽ダム環境検討委員会審議結果について(PDF) 2012年12月6日）

### コウモリ・ピット
コウモリピットとは、建造物の天井に常設的に設置された巣箱。バットボックス同様の大きさで、ステンレスの板に10センチメートルの下がり壁（止まり木に相当）を複数付けた構造物。山形県内の導水路の例では、コウモリピット設置が、ユビナガコウモリとモモジロコウモリに対して行われ、各種の特性に合わせて、下がり壁を工夫している。

## 定着率
バットハウスなどの、コウモリへの新しい人為的な住処の設置は、新たな住処への定着率が向上しない（少ない頭数しか定着しない）、という問題点が挙げられている。愛知県岩倉市自然生態園では、アメリカの開拓時代に害虫駆除のためコウモリを用いた歴史により、生態園での害虫の発生に対応するため、アメリカのそれを模倣して造った「こうもりタワー」（コウモリタワー）というやぐらに乗った箱型営巣ボックスがあるが、コウモリの定着が乏しい（もしくは無い）とされている。
2007年、沖縄県では、新石垣空港建設地のカラ岳陸上地区に発見されたヤエヤマコキクガシラコウモリとカグラコウモリ、リュウキュウユビナガコウモリを保全する目的で、約1億円かけて総延長240メートルの人工洞が設けられた。この人工洞は、2006年に国際自然保護連合(IUCN)・コウモリ専門部会の元議長トニー・ハトソンが「人工洞はヨーロッパにもあるが、コウモリがあまり利用しない」と否定的な見解を示している。

## 関連書籍
- 谷本雄治、2003、『コウモリたちのひっこし大計画 (地球ふしぎはっけんシリーズ)』、ポプラ社 ISBN 978-4591077788 - 青森県七戸町・天間舘神社での話。
- 関口シュン、2005、『クビワコウモリをまもる家 (ノンフィクション絵本 いきものをまもるシリーズ)』、佼成出版社 ISBN 978-4333021284 - 長野県乗鞍高原での話。